# Arby’s

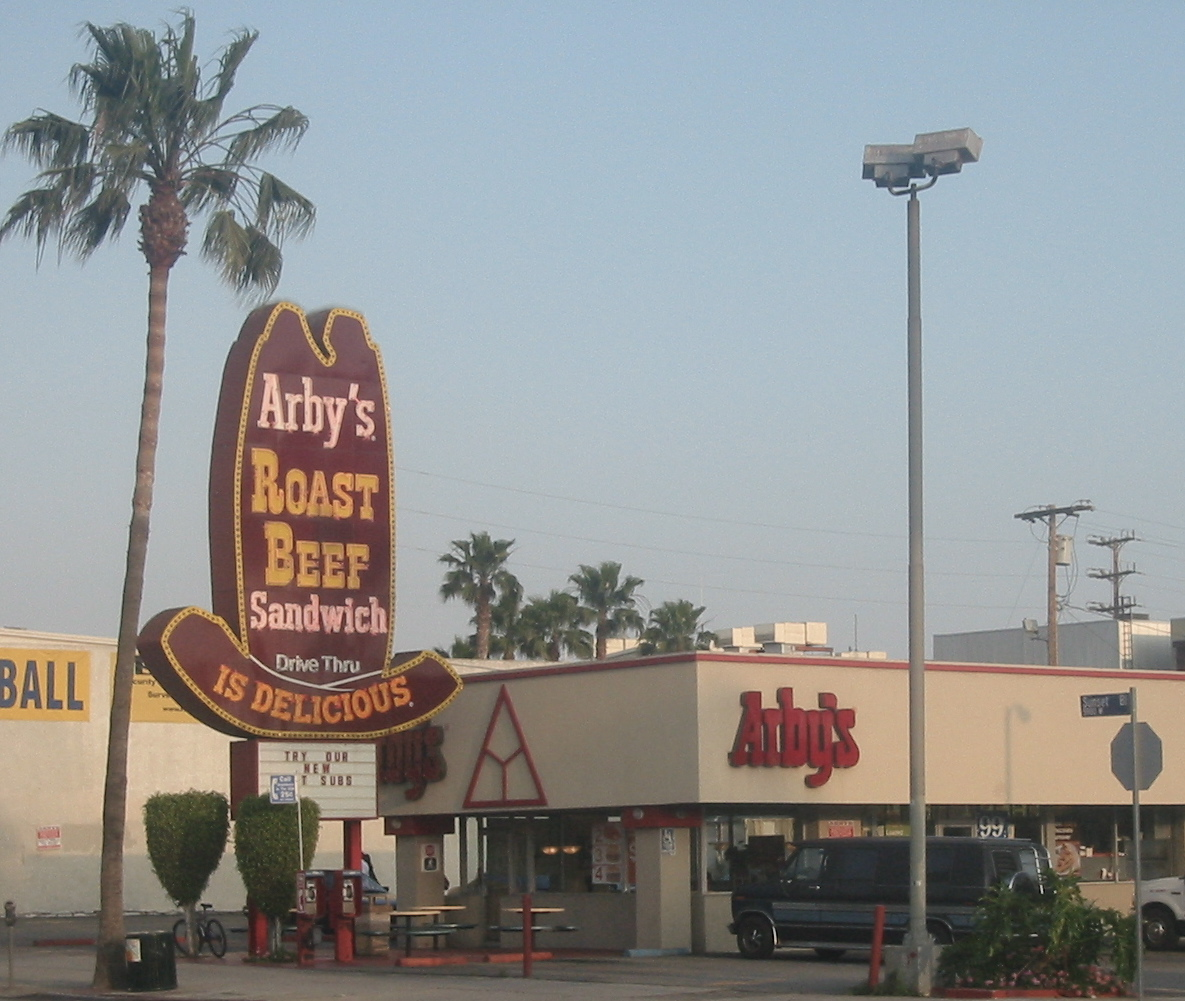
Eine Filiale am Sunset Boulevard in Los Angeles

Arby’s ist eine Schnellrestaurantkette, die 1964 in Boardman im US-Bundesstaat Ohio gegründet wurde. Im Jahr 2023 hatte das Unternehmen weltweit 3.414 Restaurants.
Der Name Arby’s leitet sich von den Initialen der Gründergeschwister Leroy und Forrest Raffel ab (Raffel Brothers). Gleichzeitig steht RB auch für Roastbeef, die Spezialität der Kette. Die Speisekarte des ersten Arby’s-Restaurants bestand lediglich aus Roastbeef-Sandwiches, Kartoffelchips und Getränken. Heute ist das Angebot stark erweitert, unter anderem mit Hühner-Sandwiches, Tortilla-Varianten, Salaten und anderen Produkten wie beispielsweise Mozzarella-Sticks. Arby’s bietet auch Frühstück an.
Der Unterschied zu den Burgern anderer bekannter Schnellimbissketten besteht darin, dass Arby’s-Burger aus stundenlang bei geringer Hitze gebackenen und anschließend geschnittenen Roastbeef- oder Geflügel-Scheiben statt aus Hack-Pattys bestehen. Auch die zu den Burgern obligatorischen Pommes frites sind bei Arby’s nicht konventionell in Streifen geschnittene Kartoffeln, sondern marinierte Kartoffelspiralen (curly fries). Mit diesen und weiteren Unterschieden will sich Arby’s von anderen Fastfood-Anbietern abheben.
Arby’s wurde 2008 Teil der Wendy’s/Arby’s Group. 2011 wurden Arby’s und Wendy’s wieder getrennt und eine Kapitalmehrheit von 81,5 % von Arby’s an die Roark Capital Group verkauft, die dafür etwa 430 Millionen Dollar bezahlte.
Das größte Werbeplakat misst 28.922,10 m² und wurde am 13. Juni 2018 von Arby’s realisiert.
Die Anzeige wurde erstellt, um den Übergang von Arby’s zu Coca-Cola-Produkten anzukündigen, und lautete "Arby's Now Has Coke". Als Standort wurde Monowi gewählt, weil es laut US-Volkszählung als kleinste Stadt Amerikas gilt.